# Tượng đài Hàng không, Warszawa

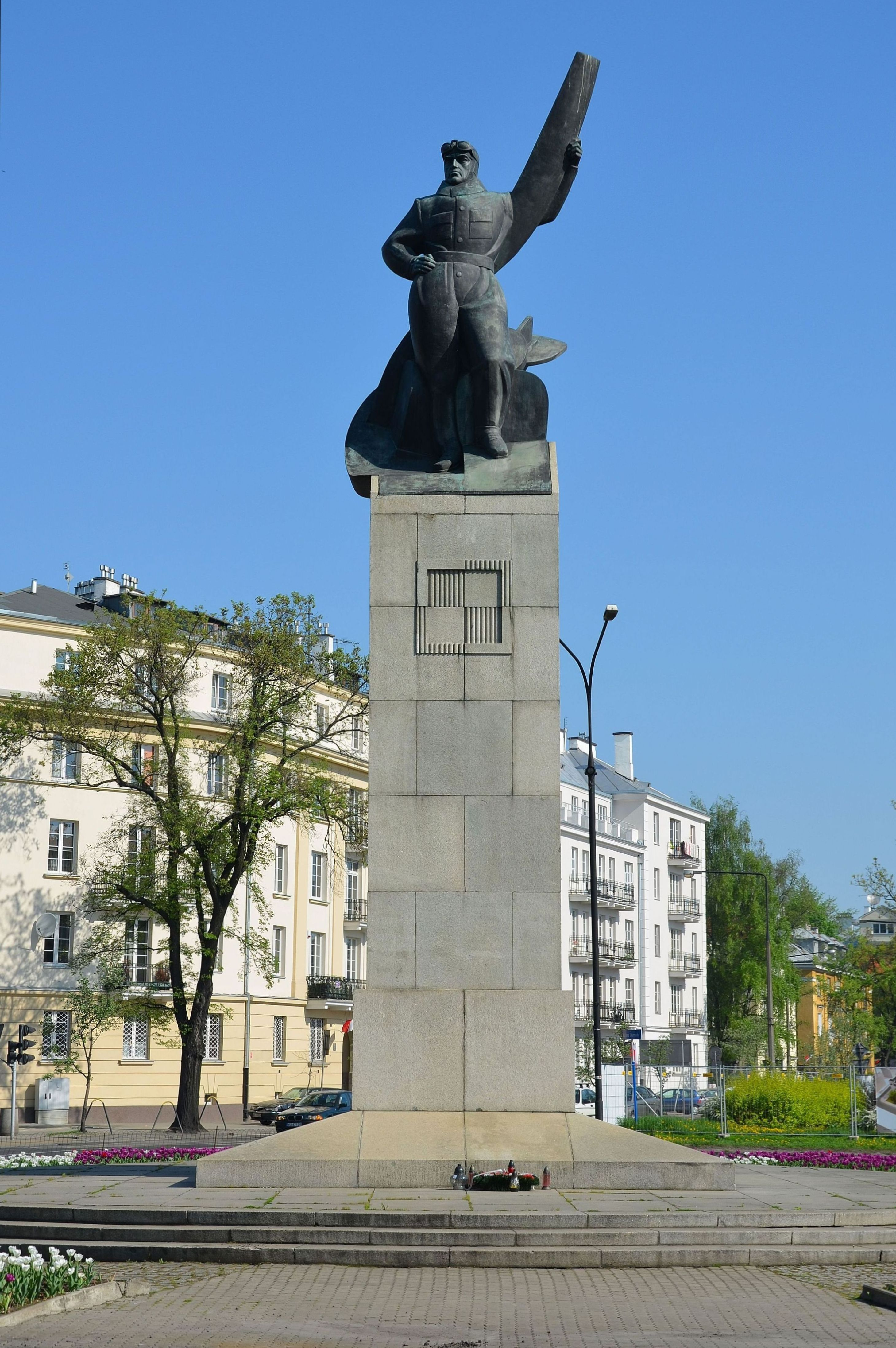
Đài tưởng niệm Hàng không ở Warsaw, Ba Lan (2012)

Đài tưởng niệm Hàng không ở Warsaw (tiếng Ba Lan: Pomnik Lotnika w Warszawie) là một tượng đài nổi bật được xây dựng nhằm vinh danh Franciszek Żwirko và Stanisław Wigura, hai anh hùng phi công người Ba Lan. Đây là bản sao của tượng đài gốc được khánh thành vào năm 1932 tại Quảng trường Unii Lubelskiej. Không may, di tích gốc bị Đức Quốc xã phá hủy vào năm 1944. Tượng đài hiện tại được xây dựng lại vào năm 1967. Hiện nay, địa điểm đặt tượng đài là giao lộ giữa phố Żwirki i Wigury với phố Wawelska ở Warsaw, Ba Lan.
Tượng đài do nhà điêu khắc Edward Wittig chịu trách nhiệm thiết kế vào năm 1923. Tượng đài Hàng không ở Warsaw khắc họa hình ảnh một anh phi công anh hùng dũng cảm đang tựa mình vào cánh quạt. Bệ đá granit và kiến trúc xung quanh tượng đài được nghệ sĩ Antoni Jawornicki  thiết kế. Kinh phí xây dựng tượng đài được huy động từ nguồn đóng góp xã hội và từ các sự kiện ngành hàng không. Đây được xem là một trong những tượng đài liên quan đến lĩnh vực hàng không đầu tiên ở Châu Âu.
Năm 1944, đài tưởng niệm gốc bị quân Đức phá hủy trong chiến dịch hủy diệt thành phố sau khi Cuộc nổi dậy Warsaw thất bại. Sau chiến tranh, các mảnh vỡ của tượng đài này được tìm thấy tại các nhà máy thuộc công ty Lilpop, Rau và Loewenstein (Lilpop, Rau i Loewenstein) ở Wola.